# Sacharow
Sacharow (auch Sakharov oder Zakharov, älter Sacharoff) oder Sacharowa (weibliche Form) ist die deutsche Wiedergabe zweier russischer Familiennamen (einerseits russisch Сахаров [ˈsaxərəf], andererseits russisch Захаров [zʌˈxarəf]). Der erste dieser Namen, mit Betonung auf der ersten Silbe, ist vom russischen Wort сахар ‘Zucker’ abgeleitet (vgl. dt. Zuckermann), der zweite, mit Betonung auf der zweiten Silbe, von Захар, einer russischen Form des Namens Zacharias.

## Namensträger
- Alexander Sacharoff (Alexander Zuckermann; 1886–1963), russischer Tänzer, Choreograf, Maler und Pädagoge
- Alexander Iwanowitsch Sacharow (* 1943), russischer Schachspieler
- Alexander Michailowitsch Sacharow (1951–1982), sowjetischer Schauspieler und Regisseur
- Alexander Sergejewitsch Sacharow (* 1981), russischer Schachspieler
- Alexander Walentinowitsch Sacharow (* 1941), russischer Physiker
- Anastassija Wladimirowna Sacharowa (* 2002), russische Tennisspielerin
- Andrei Dmitrijewitsch Sacharow (1921–1989), sowjetischer Physiker und Dissident, Namensgeber des Sacharow-Preises
- Andrejan Dmitrijewitsch Sacharow (1761–1811), russischer Architekt
- Anton Sacharow (* 1986), ukrainischer Wasserspringer
- Artjom Sacharow (* 1991), kasachischer Radrennfahrer
- Boris Sacharow (1899–1959), deutscher Yogalehrer russischer Herkunft
- Denis Wiktorowitsch Sacharow (* 1984), russischer Handballspieler
- Fjodor Sacharowitsch Sacharow (1919–1997), russisch-ukrainischer Maler
- Georgi Fjodorowitsch Sacharow (1897–1957), sowjetisch-russischer Armeegeneral
- Igor Konstantinowitsch Sacharow (1912–1977), russischer Emigrant, Söldner und Agent
- Igor Sacharow-Ross (* 1947), sowjetisch-russischer Künstler
- Ilja Leonidowitsch Sacharow (* 1991), russischer Wasserspringer
- Iwan Iljitsch Sacharow (1816–1885), russischer Diplomat und Philologe
- Iwan Petrowitsch Sacharow (1807–1863), russischer Ethnograph, Altertumsforscher und Folklorist
- Jakow Dmitrijewitsch Sacharow (1765–1836), russischer Chemiker
- Jewgenija Sergejewna Sacharowa (* 1994), russische Shorttrackerin
- Larissa Georgijewna Sacharowa (1933–2017), sowjetisch-russische Historikerin und Hochschullehrerin.
- Lawrence Sacharow (1937–2006), US-amerikanischer Theaterregisseur
- Marija Wladimirowna Sacharowa (* 1975), russische Diplomatin und Pressesprecherin
- Marina Sergejewna Sacharowa (1917–1998), sowjetische bzw. russische Geologin, Geochemikerin und Hochschullehrerin
- Mark Anatoljewitsch Sacharow (1933–2019), russischer Regisseur
- Matwei Wassiljewitsch Sacharow (1898–1972), sowjetischer Offizier
- Pjotr Sacharowitsch Sacharow-Tschetschenez (1816–1846), russischer Maler tschetschenischer Herkunft
- Ruslan Albertowitsch Sacharow (* 1987), russischer Shorttracker
- Sophroni Sacharow (geb. Sergej Semjonowitsch Sacharow; 1896–1993), russischer Archimandrit und Klostergründer
- Stella Sacharowa (* 1963), ukrainische Turnerin
- Swetlana Sacharowa (Skilangläuferin), sowjetische Skilangläuferin
- Swetlana Jurjewna Sacharowa (* 1979), russische Balletttänzerin
- Swetlana Wladimirowna Sacharowa (* 1970), russische Langstreckenläuferin
- Tatjana Sacharowa (* 1969), russische Sprinterin
- Vadim Zakharov (Pianist) (* 1946), russischer Pianist
- Vadim Zakharov (Künstler) (* 1959), russischer Installationskünstler
- Wadim Borissowitsch Sacharow (* 1963), sowjetischer Skispringer
- Walentin Iwanowitsch Sacharow (* 1940), russischer Physiker
- Wiktor Sacharow (* 1994), ukrainischer Eishockeyspieler
- Wiktor Wiktorowitsch Sacharow (1848–1905), russischer General und Politiker
- Witalij Sacharow (* 1990), ukrainischer Naturbahnrodler
- Wladimir Anatoljewitsch Sacharow (* 1960), sowjetisch-russischer Mathematiker, Kybernetiker und Hochschullehrer
- Wladimir Grigorjewitsch Sacharow (1901–1956), sowjetischer Komponist
- Wladimir Jewgenjewitsch Sacharow (1939–2023), russischer Physiker und Mathematiker
- Wladimir Michailowitsch Sacharow (1946–2013), russischer Choreograph
- Wladimir Wiktorowitsch Sacharow (1853–1920), russischer General